# 顏東茂
顏東茂（1937年—），華裔美國物理学家，研究领域为理论粒子物理学，主要包括基本粒子的结构、标准模型和量子色动力学。他是康奈尔大学的荣誉退休教授。

## 生平
1937年出生，1960年于國立臺灣大學物理學系獲得学士学位，1962年于國立清華大學獲得硕士学位，1968年于哈佛大学獲得博士学位，由美国物理学家朱利安·施温格指导。毕业后任职于SLAC国家加速器实验室，1970年起在康奈尔大学任职至2009年。